# Zonsverduistering van 13 juli 2037

Animatie zonsverduistering
op 13 juli 2037

De totale zonsverduistering van 13 juli 2037 zal achtereenvolgens te zien zijn in de volgende twee landen: Australië en Nieuw-Zeeland.

## Lengte

### Maximaal
Het punt met maximale totaliteit ligt in Australië vlak bij de plaats Bedourie en duurt 3m58,4s.

### Limieten
| Fenomeen                    | Code | Tijdstip UTC |
| --------------------------- | ---- | ------------ |
| Eerste contact bijschaduw   | P1   | 00:14:53.1   |
| Eerste contact kernschaduw  | U1   | 01:24:52.4   |
| Kernschaduw compleet vanaf  | U2   | 01:27:13.2   |
| Bijschaduw compleet vanaf   | P2   | Niet         |
| Maximum eclips              | GE   | 02:39:04.9   |
| Bijschaduw compleet t/m     | P3   | Niet         |
| Kernschaduw compleet t/m    | U3   | 03:50:50.8   |
| Laatste contact kernschaduw | U4   | 03:53:16.3   |
| Laatste contact bijschaduw  | P4   | 05:03:09.9   |